# Chi Nhãn
Chi Nhãn (danh pháp khoa học: Dimocarpus) là một chi của khoảng 20 loài thực vật có hoa trong họ Bồ hòn (Sapindaceae), có nguồn gốc ở vùng nhiệt đới Đông Nam Á và miền bắc khu vực Australasia từ Sri Lanka và miền nam Trung Quốc kéo dài về phía nam tới miền bắc bang Queensland của Australia. Quả của các loài này ăn được, với nhãn (D. longan) là loài cây được trồng để sản xuất quả có quy mô thương mại.
Các loài cây trong chi này là các loại cây thân gỗ thường xanh lớn, có thể cao tới 25–40 m, với các lá hình lông chim. Các hoa nhỏ, không dễ thấy và mọc thành chùy hoa lớn. Quả là loại quả hạch hình bầu dục dài 3–5 cm chứa một hạt duy nhất được bao bọc bởi cùi thịt nhiều nước màu trắng mờ và có vỏ mỏng nhưng cứng màu vàng ánh da cam hay đỏ.

## Danh sách loài
- Dimocarpus australianus. Phân bố: Queensland.
- Dimocarpus dentatus. Phân bố: Đông và bắc Borneo.
- Dimocarpus foveolatus. Phân bố: Philippines.
- Dimocarpus fumatus. Phân bố: Borneo, Indonesia, Lào, bán đảo Mã Lai, Philippines, Thái Lan, Trung Quốc, Việt Nam.
  - Dimocarpus fumatus fumatus. Phân bố: Borneo, Lào, bán đảo Mã Lai, Thái Lan, Việt Nam.
  - Dimocarpus fumatus subsp. calcicola. Phân bố: Trung và nam Trung Quốc.
  - Dimocarpus fumatus subsp. indochinensis. Phân bố: Lào, Thái Lan, trung nam và đông nam Trung Quốc, Việt Nam.
  - Dimocarpus fumatus subsp. javensis. Phân bố: Java, Sumatra
  - Dimocarpus fumatus subsp. philippinensis. Phân bố: Philippines.
- Dimocarpus gardneri. Phân bố: Sri Lanka.
- Dimocarpus leichhardtii ?. Phân bố: Queensland. Có thể là Dimocarpus longan longan.[3]
- Dimocarpus longan - nhãn.
  - Dimocarpus longan longan. Phân bố: Ấn Độ (quần đảo Andaman, Assam, quần đảo Nicobar), Bangladesh, Campuchia, Đông Himalaya, bán đảo Mã Lai, Myanmar, Sri Lanka, Thái Lan, Trung Quốc (đông nam và trung nam, đảo Hải Nam), Việt Nam. Du nhập vào Borneo, Đài Loan, Java, Lào, Tiểu Sunda, New Guinea, Philippines, Réunion, đảo Society.
  - Dimocarpus longan var. echinatus. Phân bố: Borneo, Philippines.
  - Dimocarpus longan var. longetiolatus. Phân bố: Miền nam Việt Nam.
  - Dimocarpus longan subsp. malesianus - nhãn Mã Lai. Phân bố: Campuchia, Indonesia (Borneo, Maluku, Sulawesi, Sumatra), Lào, Malaysia (Borneo, bán đảo Mã Lai), Myanmar, Philippines, Thái Lan, Việt Nam.
  - Dimocarpus longan var. obtusus. Phân bố: Lào, Thái Lan, Việt Nam.
- Dimocarpus scandens. Phân bố: Thái Lan.
- Dimocarpus yunnanensis - nhãn Vân Nam. Phân bố: Trấn Cẩm Bình, huyện Cảnh Đông, địa cấp thị Phổ Nhĩ, tỉnh Vân Nam, Trung Quốc.